# Behoeftetheorie van Murray
De behoeftetheorie van Murray is een door de psycholoog Henry Murray in 1938 gepubliceerde theorie over de menselijke psychogene behoeften. Murray heeft op basis van onderzoek een lijst van 22 behoeften samengesteld. Volgens Murray ligt de bevrediging van deze behoeften aan de basis van het menselijk gedrag. Behoeften zorgen voor een bepaalde spanning bij een mens, die bij hen tot gedrag leidt om deze behoeften te bevredigen. Behoeften zijn de representatie van een kracht in de menselijke hersens die zorgt voor organisatie, energie, richting en selectie van het menselijk waarnemen, denken, voelen en streven. Dit om zo een situatie te veranderen van een onbevredigende naar een bevredigende. 

## De behoeften
| #  | Behoefte         |
| -- | ---------------- |
| 1  | Zelfverachting   |
| 2  | Prestatiedrang   |
| 3  | Verbondenheid    |
| 4  | Agressie         |
| 5  | Autonomie        |
| 6  | Schuldvermijding |
| 7  | Zelfachting      |
| 8  | Verweer          |
| 9  | Achting          |
| 10 | Dominantie       |
| 11 | Uitsloverij      |
| 12 | Leedvermijding   |
| 13 | Het vermijden    |
| 14 | Faalangst        |
| 15 | Koestering       |
| 16 | Orde             |
| 17 | Spel             |
| 18 | Afwijzing        |
| 19 | Perceptie        |
| 20 | Seks             |
| 21 | Steun zoeken     |
| 22 | Begrip           |